# Premios TVyNovelas (México)
Los Premios TVyNovelas fue un programa anual producido por Televisa y su portafolio TVyNovelas premiaba particularmente las producciones de dicha compañía. El evento era transmitido en el Canal de Las Estrellas y Univision de Televisa.
El evento se llevó a cabo de manera ininterrumpida anualmente desde 1983 premiando telenovelas y programas producidos por Televisa, no obstante producciones de TV Azteca (la empresa adversaria), también tuvieron participación durante las ediciones de 1998, 1999 y 2000.[cita requerida]

## Premios anuales por orden cronológico
| Ceremonia                | Fecha                 | Conductor o conductores | Lugar                                                                              |
| ------------------------ | --------------------- | --- | ---------------------------------------------------------------------------------- |
| 1.os Premios TVyNovelas  | 4 de julio de 1983    | Verónica Castro y Verónika con K | Palacio de Bellas Artes (Estados Unidos).                                          |
| 2.os Premios TVyNovelas  | 1984                  | Luis Miguel |                                                                                    |
| 3.os Premios TVyNovelas  | 21 de mayo de 1985    | Claudia Córdoba y Juan Calderón | Centro Libanés, Ciudad de México (México).                                         |
| 4.os Premios TVyNovelas  | 25 de mayo de 1986    | Raúl Velasco y Luis Miguel | Centro Libanés, Ciudad de México (México).                                         |
| 5.os Premios TVyNovelas  | 1987                  | Raúl Velasco y Gloria Calzada | Centro Libanés, Ciudad de México (México).                                         |
| 6.os Premios TVyNovelas  | 30 de abril de 1988   | Claudia Córdova y Raúl Velasco | Centro Libanés, Ciudad de México (México).                                         |
| 7.os Premios TVyNovelas  | 10 de mayo de 1989    | Lucero | Centro Libanés, Ciudad de México (México).                                         |
| 8.os Premios TVyNovelas  | 2 de abril de 1990    | Joaquín Cordero y Roxana Saucedo | Centro de Espectáculos “Premier“, Ciudad de México (México).                       |
| 9.os Premios TVyNovelas  | 8 de abril de 1991    | Juan Calderón, Gloria Calzada, Rebecca de Alba,Gabriela Goldsmith y Lucero.                                                                   |                                                                                    |
| 10.os Premios TVyNovelas | 6 de abril de 1992    | Raúl Velasco | Ciudad de México (México).                                                         |
| 11.os Premios TVyNovelas | 3 de abril de 1993    | Raúl Velasco, Liza Echeverría, Rebecca de Alba, Luis de la Corte Ibáñez y Lorena Tassinari                                                    | Ciudad de México (México).                                                         |
| 12.os Premios TVyNovelas | 30 de abril de 1994   | Raúl Velasco | Ciudad de México (México).                                                         |
| 13.os Premios TVyNovelas | 29 de abril de 1995   | Edith González, Alfredo Adame y César Évora                                                                                                   | Ciudad de México (México).                                                         |
| 14.os Premios TVyNovelas | 11 de mayo de 1996    | Erika Buenfil y Eduardo Santamarina | Ciudad de México (México).                                                         |
| 15.os Premios TVyNovelas | 12 de abril de 1997   | Raúl Velasco, Marco Antonio Regil, Julissa y Liza Echeverría                                                                                  | Cineteca Alameda, San Ángel (Ciudad de México).                                    |
| 16.os Premios TVyNovelas | 14 de mayo de 1998    | Fernando Colunga, Gabriela Spanic y Sebastián Ligarde                                                                                         | Ciudad de México (México).                                                         |
| 17.os Premios TVyNovelas | 28 de mayo de 1999    | Daniela Romo y Marco Antonio Regil | Ciudad de México (México).                                                         |
| 18.os Premios TVyNovelas | 30 de mayo de 2000    | Marco Antonio Regil y Adela Micha | Ciudad de México (México).                                                         |
| 19.os Premios TVyNovelas | 8 de mayo de 2001     | Jacqueline Bracamontes, Alfredo Adame Raúl de Molina, Adriana Riveramelo Lorena Herrera, Toño de Valdés Ernesto Laguardia y Montserrat Oliver | Ciudad de México (México).                                                         |
| 20.os Premios TVyNovelas | 6 de julio de 2002    | Raúl Velasco, Ernesto Laguardia Luis de la Corte Ibáñez y Gloria Calzada                                                                      | Ciudad de México (México).                                                         |
| 21.os Premios TVyNovelas | 31 de mayo de 2003    | Marco Antonio Regil y Rebecca de Alba | Ciudad de México (México).                                                         |
| 22.os Premios TVyNovelas | 3 de marzo de 2004    | Víctor Noriega y Laisha Wilkins | Ciudad de México (México).                                                         |
| 23.os Premios TVyNovelas | 23 de abril de 2005   | René Strickler y Lucero | Ciudad de México (México).                                                         |
| 24.os Premios TVyNovelas | 13 de mayo de 2006    | Eduardo Santamarina y Joana Benedek | Fórum de Mundo Imperial, Acapulco de Juárez (México)                               |
| 25.os Premios TVyNovelas | 12 de mayo de 2007    | Lucero | Fórum de Mundo Imperial, Acapulco de Juárez (México)                               |
| 26.os Premios TVyNovelas | 27 de abril de 2008   | Yuri | Fórum de Mundo Imperial, Acapulco de Juárez (México)                               |
| 27.os Premios TVyNovelas | 15 de marzo de 2009   | Yuri | Fórum de Mundo Imperial, Acapulco de Juárez (México)                               |
| 28.os Premios TVyNovelas | 14 de marzo de 2010   | Yuri | Fórum de Mundo Imperial, Acapulco de Juárez (México)                               |
| 29.os Premios TVyNovelas | 6 de marzo de 2011    | Jacqueline Bracamontes y Alan Tacher. | Fórum de Mundo Imperial, Acapulco de Juárez (México)                               |
| 30.os Premios TVyNovelas | 26 de febrero de 2012 | Jacqueline Bracamontes, Alan Tacher y Ximena Navarrete                                                                                        | Fórum de Mundo Imperial, Acapulco de Juárez (México)                               |
| 31.os Premios TVyNovelas | 28 de abril de 2013   | Galilea Montijo, Alan Tacher y Yuri | Fórum de Mundo Imperial, Acapulco de Juárez (México)                               |
| 32.os Premios TVyNovelas | 23 de marzo de 2014   | Galilea Montijo, Alan Tacher y Adrián Uribe                                                                                                   | Televisa Santa Fe (Ciudad de México)                                               |
| 33.os Premios TVyNovelas | 8 de marzo de 2015    | Galilea Montijo, Andrea Legarreta Alan Tacher y Adrián Uribe                                                                                  | Televisa San Ángel (Ciudad de México)                                              |
| 34.os Premios TVyNovelas | 17 de abril de 2016   | Marjorie de Sousa y Gabriel Soto | Acapulco de Juárez (Ciudad de México)                                              |
| 35.os Premios TVyNovelas | 26 de marzo de 2017   | Maite Perroni y Cristián de la Fuente | Televisa San Ángel (Ciudad de México)                                              |
| 36.os Premios TVyNovelas | 18 de febrero de 2018 | Jacqueline Bracamontes y Inés Gómez Mont | Televisa San Ángel (Ciudad de México)                                              |
| 37.os Premios TVyNovelas | 10 de marzo de 2019   | Arath de la Torre y Montserrat Oliver | Campo Marte (Ciudad de México)                                                     |
| 38.os Premios TVyNovelas | 31 de octubre de 2020 | Jorge Van Rankin y Michelle Rodríguez | Mazatlán (Sinaloa) se cambió por la pandemia Televisa San Ángel (Ciudad de México) |

## Categorías

### Categorías actuales
| Categoría                                | Años                                                  |
| ---------------------------------------- | ----------------------------------------------------- |
| Mejor telenovela                         | 1983-2020                                             |
| Mejor actriz protagónica                 | 1983-2020                                             |
| Mejor actor protagónico                  | 1983-2020                                             |
| Mejor villana                            | 1983-2020                                             |
| Mejor villano                            | 1983-2020                                             |
| Mejor actriz coestelar                   | 1991-1992, 2002, 2008-2020                            |
| Mejor actor coestelar                    | 1991-1992, 2002, 2008-2020                            |
| Mejor primera actriz                     | 1986-2004, 2006-2020                                  |
| Mejor primer actor                       | 1986-2004, 2006-2020                                  |
| Mejor tema musical                       | 1994-1996, 1998-2001, 2003-2007, 2010-2020            |
| Mejor guion o adaptación                 | 1986-1993, 1995-2001, 2004, 2008-2010, 2012-2020      |
| Mejor dirección de escena                | 1985-1988, 1990-1993, 1995-2003, 2006-2010, 2013-2020 |
| Mejor dirección de cámaras               | 1988-1993, 1995-1999, 2001, 2009-2010, 2016-2020      |
| Mejor programa de comedia                | 1983-1993, 2000, 2002-2008, 2017-2020                 |
| Mejor programa de entretenimiento        | 1983-1994, 2001, 2003, 2005-2020                      |
| Mejor programa de televisión restringida | 2007-2020                                             |
| Mejor programa de variedades             | 2014-2020                                             |
| Mejor serie hecha en México              | 2008-2014, 2017-2020                                  |
| Mejor actriz de serie dramática          | 2017-2018, 2020                                       |
| Mejor actor de serie dramática           | 2017-2018, 2020                                       |
| Mejor actriz de comedia                  | 1983-1995, 1999, 2001-2003, 2007, 2020                |
| Mejor actor de comedia                   | 1983-1995, 1999, 2001-2003, 2007, 2020                |

### Categorías descontinuados
| Categoría                        | Año                                                   |
| -------------------------------- | ----------------------------------------------------- |
| Mejor actuación infantil         | 1983-1986, 1988, 1990-1993, 1997, 2001, 2006, 2008    |
| Mejor telenovela multiplataforma | 2014-2016                                             |
| Mejor actriz revelación          | 1983-2004, 2008-2013, 2016-2017                       |
| Mejor actor revelación           | 1983-1991, 1993-1997, 2001–2004, 2009-2013, 2016-2017 |
| Mejor actriz de reparto          | 1993, 1995-2007, 2013-2018                            |
| Mejor actor de reparto           | 1993, 1995-2007, 2013-2018                            |
| Mejor actriz joven               | 1985-1999, 2000, 2006, 2009-2019                      |
| Mejor actor joven                | 1985-1996, 1998-2000, 2006-2007, 2009-2019            |
| Mejor reparto                    | 2015-2019                                             |

## Cantidad de nominaciones por telenovela

### Telenovelas con más nominaciones
| Posición | Cantidad de nominaciones | Telenovela                       |
| -------- | ------------------------ | -------------------------------- |
| 1        | 24 nominaciones          | Vencer el miedo                  |
| 2        | 21 nominaciones          | Mi marido tiene más familia      |
| 3        | 20 nominaciones          | La candidata                     |
| 4        | 19 nominaciones          | Antes muerta que Lichita         |
| 5        | 18 nominaciones          | Abismo de pasión                 |
| 5        | 18 nominaciones          | Caer en tentación                |
| 6        | 17 nominaciones          | La doble vida de Estela Carrillo |
| 6        | 17 nominaciones          | La sombra del pasado             |
| 6        | 17 nominaciones          | El hotel de los secretos         |
| 6        | 17 nominaciones          | Vivir un poco                    |
| 7        | 16 nominaciones          | La fea más bella                 |
| 8        | 15 nominaciones          | Amar a muerte                    |
| 8        | 15 nominaciones          | Like                             |
| 9        | 14 nominaciones          | De pura sangre                   |
| 9        | 14 nominaciones          | Mi segunda madre                 |
| 9        | 14 nominaciones          | Lazos de amor                    |
| 9        | 14 nominaciones          | La antorcha encendida            |
| 9        | 14 nominaciones          | Esmeralda                        |
| 9        | 14 nominaciones          | La madrastra                     |
| 9        | 14 nominaciones          | Por ella soy Eva                 |
| 9        | 14 nominaciones          | Mentir para vivir                |
| 9        | 14 nominaciones          | Yo no creo en los hombres        |
| 9        | 14 nominaciones          | La vecina                        |
| 9        | 14 nominaciones          | A que no me dejas                |
| 10       | 13 nominaciones          | Tú o nadie                       |
| 10       | 13 nominaciones          | Agujetas de color de rosa        |
| 10       | 13 nominaciones          | El privilegio de amar            |
| 10       | 13 nominaciones          | Abrázame muy fuerte              |
| 10       | 13 nominaciones          | El manantial                     |
| 10       | 13 nominaciones          | Amor real                        |
| 10       | 13 nominaciones          | Lo que la vida me robó           |
| 10       | 13 nominaciones          | Sin rastro de ti                 |
| 10       | 13 nominaciones          | Mi marido tiene familia          |
| 10       | 13 nominaciones          | Papá a toda madre                |
| 11       | 12 nominaciones          | Cuna de lobos                    |
| 11       | 12 nominaciones          | Alcanzar una estrella            |
| 11       | 12 nominaciones          | Cadenas de amargura              |
| 11       | 12 nominaciones          | El vuelo del águila              |
| 11       | 12 nominaciones          | Cañaveral de pasiones            |
| 11       | 12 nominaciones          | La mentira                       |
| 11       | 12 nominaciones          | Heridas de amor                  |
| 11       | 12 nominaciones          | Rebelde                          |
| 11       | 12 nominaciones          | Pasión                           |
| 11       | 12 nominaciones          | Destilando amor                  |
| 11       | 12 nominaciones          | Alma de hierro                   |
| 11       | 12 nominaciones          | Amores verdaderos                |
| 12       | 11 nominaciones          | Cuando llega el amor             |
| 12       | 11 nominaciones          | Yo compro esa mujer              |
| 12       | 11 nominaciones          | Amarte es mi pecado              |
| 12       | 11 nominaciones          | Niña amada mía                   |
| 12       | 11 nominaciones          | Alborada                         |
| 12       | 11 nominaciones          | Soy tu dueña                     |
| 12       | 11 nominaciones          | Para volver a amar               |
| 12       | 11 nominaciones          | Una familia con suerte           |
| 12       | 11 nominaciones          | Amor bravío                      |
| 12       | 11 nominaciones          | Tres veces Ana                   |
| 12       | 11 nominaciones          | Hijas de la luna                 |
| 13       | 10 nominaciones.         | Angélica                         |
| 13       | 10 nominaciones.         | Victoria                         |
| 13       | 10 nominaciones.         | De frente al sol                 |
| 13       | 10 nominaciones.         | María Mercedes                   |
| 13       | 10 nominaciones.         | Baila conmigo                    |
| 13       | 10 nominaciones.         | Corazón salvaje                  |
| 13       | 10 nominaciones.         | Imperio de cristal               |
| 13       | 10 nominaciones.         | La dueña                         |
| 13       | 10 nominaciones.         | Fuego en la sangre               |
| 13       | 10 nominaciones.         | Qué pobres tan ricos             |
| 13       | 10 nominaciones.         | Mi corazón es tuyo               |
| 13       | 10 nominaciones.         | Me declaro culpable              |

### Telenovelas más premiadas
| Posición | Cantidad de Premios | Telenovela                     |
| -------- | ------------------- | ------------------------------ |
| 1        | 14 premios.         | Amar a muerte                  |
| 2        | 12 premios.         | El privilegio de amar          |
| 3        | 10 premios          | Cuna de lobos                  |
| 3        | 10 premios          | Cañaveral de pasiones          |
| 3        | 10 premios          | Destilando amor                |
| 3        | 10 premios          | Caer en tentación              |
| 4        | 9 premios           | Quinceañera                    |
| 4        | 9 premios           | Laberintos de pasión           |
| 4        | 9 premios           | El manantial                   |
| 4        | 9 premios           | Abrázame muy fuerte            |
| 4        | 9 premios           | Amor real                      |
| 4        | 9 premios           | Amores verdaderos              |
| 5        | 8 premios           | Corazón salvaje                |
| 5        | 8 premios           | Vivir un poco                  |
| 5        | 8 premios           | Quinceañera                    |
| 5        | 8 premios           | Alma de hierro                 |
| 5        | 8 premios           | La candidata                   |
| 6        | 7 premios.          | Cadenas de amargura            |
| 6        | 7 premios.          | María Mercedes                 |
| 6        | 7 premios.          | Imperio de cristal             |
| 6        | 7 premios.          | Lazos de amor                  |
| 6        | 7 premios.          | Alborada                       |
| 6        | 7 premios.          | La fea más bella               |
| 6        | 7 premios.          | Para volver a amar             |
| 6        | 7 premios.          | A que no me dejas              |
| 6        | 7 premios.          | Yo no creo en los hombres      |
| 7        | 6 premios           | Amor en silencio               |
| 7        | 6 premios           | Abismo de pasión               |
| 7        | 6 premios           | Por ella soy Eva               |
| 7        | 6 premios           | Yo no creo en los hombres      |
| 8        | 5 premios           | El maleficio                   |
| 8        | 5 premios           | Agujetas de color de rosa      |
| 8        | 5 premios           | Yo compro esa mujer            |
| 8        | 5 premios           | La otra                        |
| 8        | 5 premios           | La traición                    |
| 8        | 5 premios           | María la del barrio            |
| 8        | 5 premios           | Rubí                           |
| 8        | 5 premios           | La fuerza del destino          |
| 8        | 5 premios           | Pasión y poder                 |
| 9        | 4 premios           | Tú o nadie                     |
| 9        | 4 premios           | Senda de gloria                |
| 9        | 4 premios           | Dulce desafío                  |
| 9        | 4 premios           | La casa al final de la calle   |
| 9        | 4 premios           | La dueña                       |
| 9        | 4 premios           | La mentira                     |
| 9        | 4 premios           | Fuego en la sangre             |
| 9        | 4 premios           | Sortilegio                     |
| 9        | 4 premios           | Atrévete a soñar               |
| 9        | 4 premios           | Una familia con suerte         |
| 9        | 4 premios           | Mi corazón es tuyo             |
| 9        | 4 premios           | Lo que la vida me robó         |
| 9        | 4 premios           | Vino el amor                   |
| 9        | 4 premios           | Papá a toda madre              |
| 10       | 3 premios           | Bodas de odio                  |
| 10       | 3 premios           | Pasión y poder                 |
| 10       | 3 premios           | Nuevo amanecer                 |
| 10       | 3 premios           | Teresa                         |
| 10       | 3 premios           | Alcanzar una estrella          |
| 10       | 3 premios           | Cuando llega el amor           |
| 10       | 3 premios           | Mi pequeña Soledad             |
| 10       | 3 premios           | Días sin luna                  |
| 10       | 3 premios           | La pícara soñadora             |
| 10       | 3 premios           | Alondra                        |
| 10       | 3 premios           | El premio mayor                |
| 10       | 3 premios           | Esmeralda                      |
| 10       | 3 premios           | La verdad oculta               |
| 10       | 3 premios           | Hasta que el dinero nos separe |
| 10       | 3 premios           | Soy tu dueña                   |
| 10       | 3 premios           | Triunfo del amor               |
| 10       | 3 premios           | Corona de lágrimas             |
| 10       | 3 premios           | Amor bravío                    |
| 10       | 3 premios           | Mentir para vivir              |
| 10       | 3 premios           | Antes muerta que Lichita       |
| 10       | 3 premios           | La sombra del pasado           |
| 10       | 3 premios           | Tres veces Ana                 |
| 11       | 2 premios           | Guadalupe                      |
| 11       | 2 premios           | La fiera                       |
| 11       | 2 premios           | El camino secreto              |
| 11       | 2 premios           | Rosa salvaje                   |
| 11       | 2 premios           | Encadenados                    |
| 11       | 2 premios           | Carrusel                       |
| 11       | 2 premios           | Muchachitas                    |
| 11       | 2 premios           | El abuelo y yo                 |
| 11       | 2 premios           | Las secretas intenciones       |
| 11       | 2 premios           | Los parientes pobres           |
| 11       | 2 premios           | Si Dios me quita la vida       |
| 11       | 2 premios           | Sentimientos ajenos            |
| 11       | 2 premios           | Luz Clarita                    |
| 11       | 2 premios           | Mirada de mujer                |
| 11       | 2 premios           | Pueblo chico, infierno grande. |
| 11       | 2 premios           | Salud, dinero y amor           |
| 11       | 2 premios           | La usurpadora                  |
| 11       | 2 premios           | Amigas y rivales               |
| 11       | 2 premios           | Las vías del amor              |
| 11       | 2 premios           | Mariana de la noche            |
| 11       | 2 premios           | La madrastra                   |
| 11       | 2 premios           | Rebelde                        |
| 11       | 2 premios           | Cuidado con el ángel           |
| 11       | 2 premios           | Las tontas no van al cielo     |
| 11       | 2 premios           | En nombre del amor             |
| 11       | 2 premios           | Cuando me enamoro              |
| 11       | 2 premios           | De que te quiero, te quiero    |
| 11       | 2 premios           | El hotel de los secretos       |
| 11       | 2 premios           | Sueño de amor                  |
| 11       | 2 premios           | Mi marido tiene familia        |